# Space Robotics Challenge

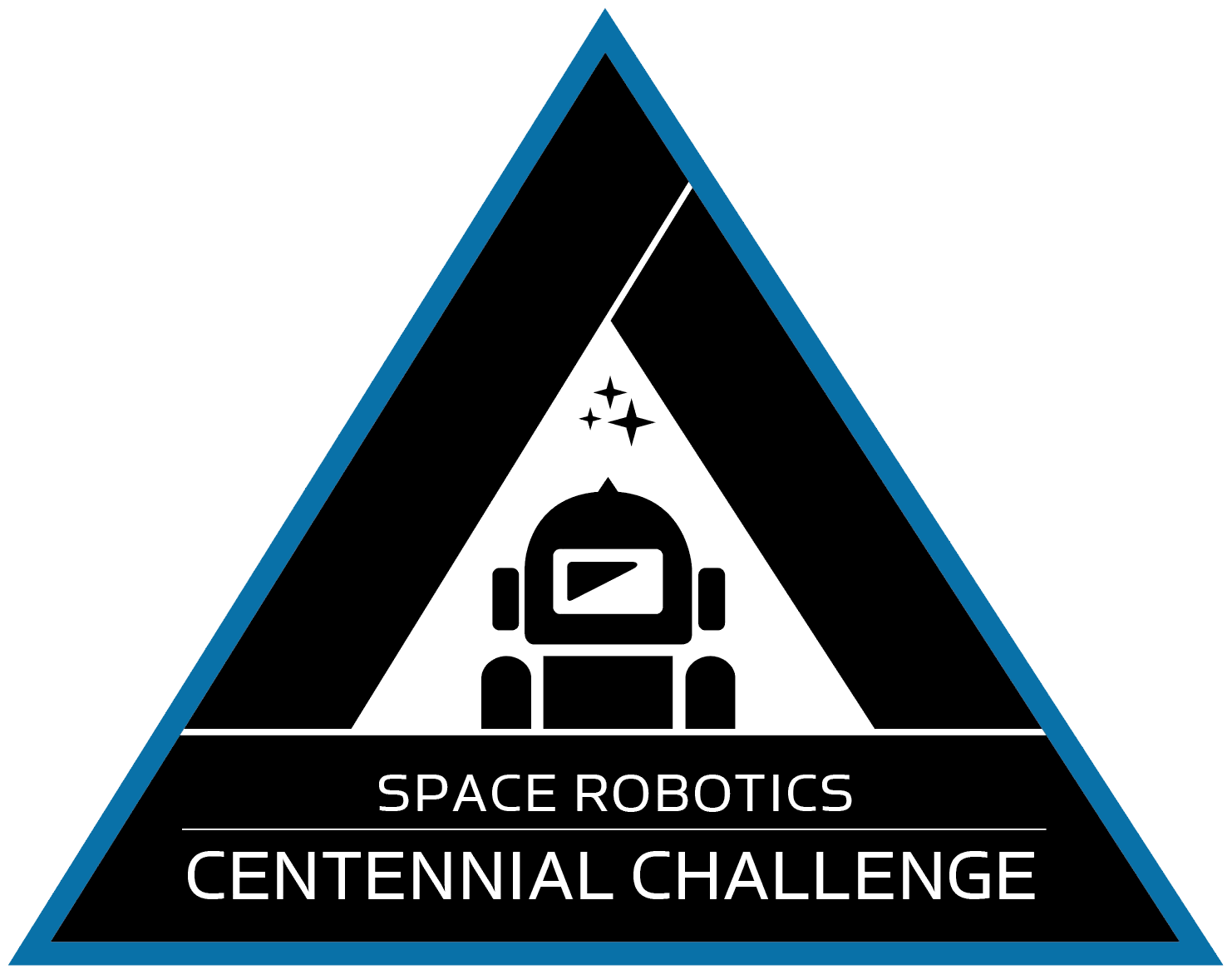
Emblema da competição SRC.

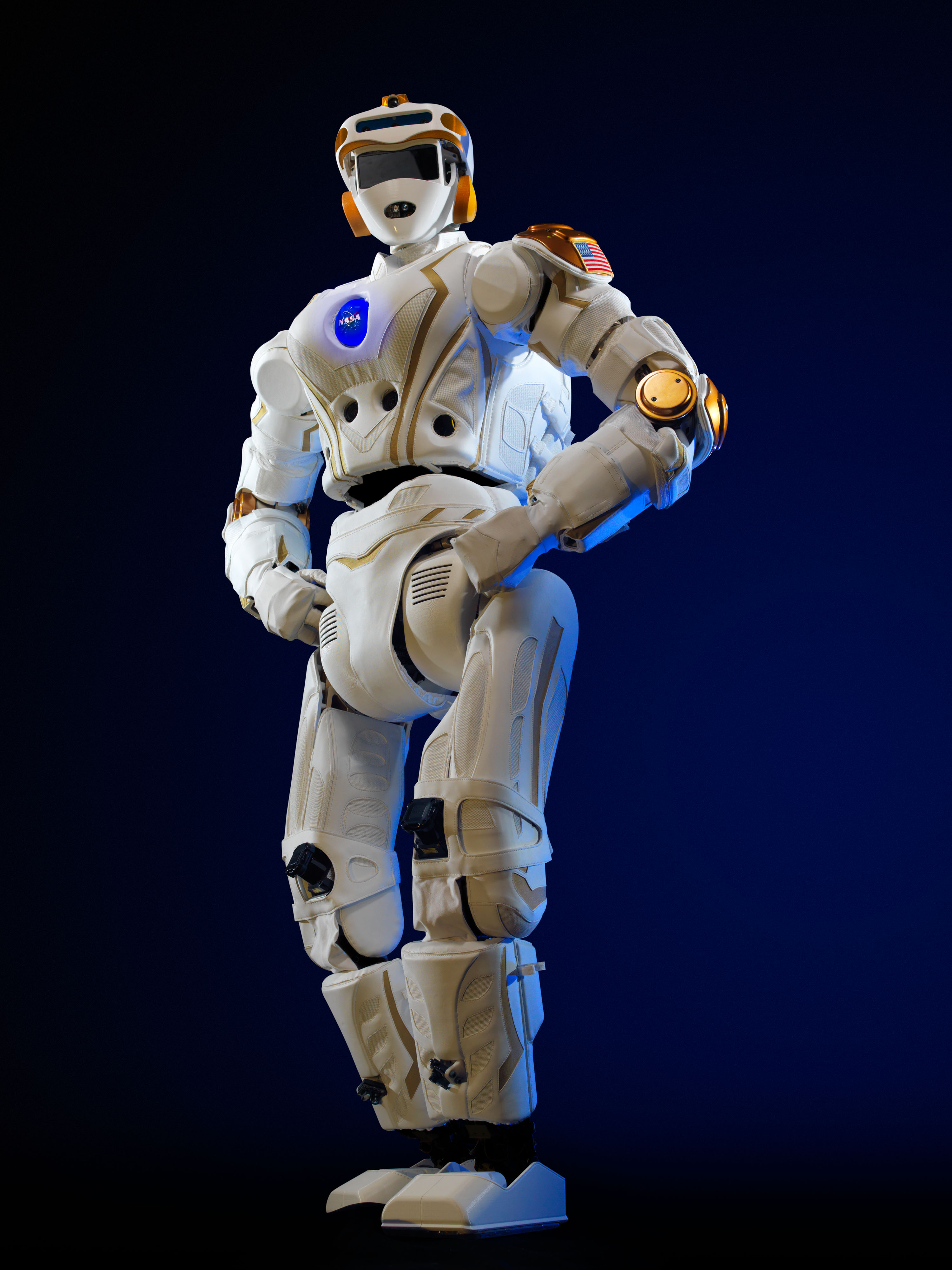
Robô Valkyrie, da NASA.

O Space Robotics Challenge ou "competição de robótica espacial" foi uma competição de programação do robô humanoide Valkyrie, organizada pela NASA em 2017. Um total de 93 equipes participaram da etapa de qualificação e 20 equipes conseguiram se qualificar para a final. O objetivo da competição foi programar e controlar o robô humanoide Valkyrie em uma simulação gerada no simulador 3D de robótica Gazebo. O objetivo da simulação foi realizar uma série de tarefas para reparar uma base simulada em Marte. A equipe vencedora foi a Team Coordinated Robotics e seu único membro, Kevin Knoedler. O vencedor ganhou a soma de $125.000 dólares e um bônus de 50.0000 dólares por ter completado todos os checkpoints. A competição foi muito semelhante ao Virtual Robotics Challenge, parte do Darpa Robotics Challenge.

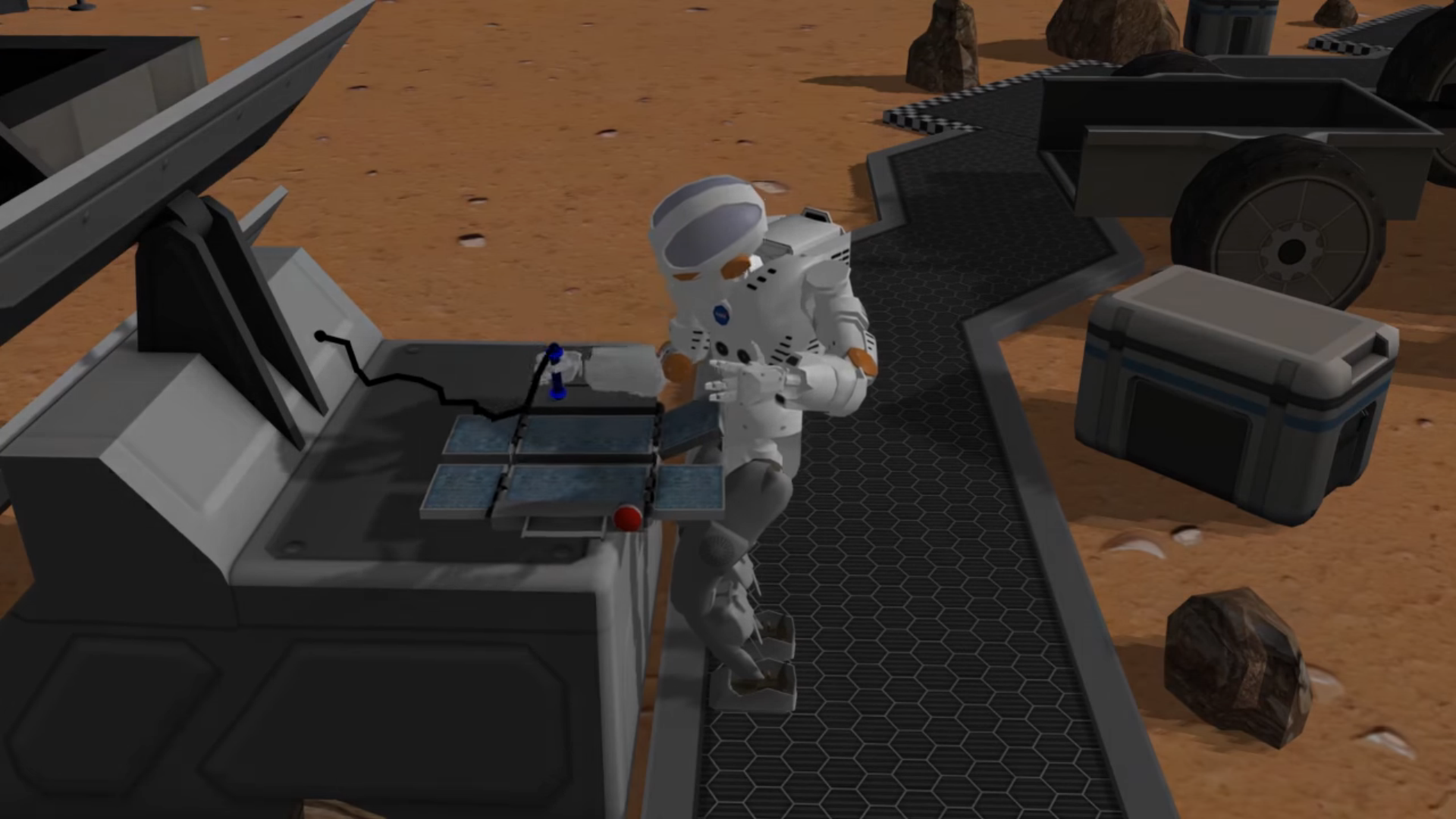
Valkyrie resolvendo a segunda tarefa da competição em simulação